# Lars Johansson (ishockeymålvakt)
Lars Einar Johansson, född 11 juli 1987 i Avesta, är en svensk professionell ishockeymålvakt. 
Hans ishockeykarriär startade med ungdomsishockey i Avesta BK. Han spelade senare flera säsonger i junior- och A-laget i Mora IK. Från säsongen 2011/2012 tillhörde Johansson VIK Västerås HK. Ett nytt kontrakt med Frölunda HC skrevs inför säsongen 2013/2014.
Han var med och vann både CHL-guld och SM-guld med Frölunda för säsongen 2015/2016.
I sin ungdom var han en framgångsrik orienterare i IFK Mora OK, med ett brons vid Ungdoms-SM i orientering 2003 i klassen Herrar 16.

## Klubbar
- Mora IK (2007/2008–2010/2011)
- VIK Västerås HK (2011/2012–2012/2013)
- Frölunda HC (2012/2013-2015/2016 )